# Цветочная улица (Петергоф)
Цвето́чная у́лица — улица в городе Петергофе Петродворцового района Санкт-Петербурга. Проходит от улицы Первого Мая до Гостилицкого шоссе.
Название возникло в 1930-х годах.
Участок южнее Университетского проспекта в начале 1980-х годов вошел в состав территории химического факультета Ленинградского университета (ныне СПбГУ).
В настоящее время Цветочная улица состоит из двух участков — 40-метрового, примыкающего к улице Первого Мая, и 600-метрового от Ботанической улицы до Гостилицкого шоссе. Согласно проекту планировки, северный участок планируется упразднить.

## Перекрёстки
- Улица Первого Мая
- Ботаническая улица
- Широкая улица
- Гостилицкое шоссе